# Poemys
Poemys – rodzaj ssaków z podrodziny nadrzewników (Dendromurinae) w obrębie rodziny malgaszomyszowatych (Nesomyidae).

## Zasięg występowania
Rodzaj obejmuje gatunki występujące w Afryce.

## Morfologia
Długość ciała (bez ogona) 50–79 mm, długość ogona 55–97 mm, długość ucha 8–16 mm, długość tylnej stopy 12–20 mm; masa ciała 6–15 g.

## Systematyka
Rodzaj zdefiniował w 1916 roku angielski zoolog Oldfield Thomas w artykule poświęconym małym ssakach, pozyskanym w Sankuru, w południowe Kongu, przez H. Wilsona, opublikowanym w czasopiśmie The Annals and magazine of natural history. Gatunkiem typowym jest (oryginalne oznaczenie) nadrzewnik szary (P. melanotis).

### Etymologia
Poemys: gr. ποα poa, ποη poē ‘trawa’; μυς mus, μυος muos ‘mysz’.

### Podział systematyczny
Część ujęć systematycznych umieszcza gatunki z tego rodzaju w Dendromus jednak analizy oparte na danych molekularnych wspierają umieszczenie ich w ponownie wskrzeszonym rodzaju Poemys; tutaj lista gatunków za Mammals Diversity Database i All the Mammals of the World:
| Grafika | Gatunek          | Autor i rok opisu     | Nazwa zwyczajowa     | Podgatunki         | Rozmieszczenie geograficzne | Podstawowe wymiary                                | Status IUCN |
| ------- | ---------------- | --------------------- | -------------------- | ------------------ | --- | ------------------------------------------------- | ----------- |
|         | Poemys nyikae    | (Wroughton, 1909)     | nadrzewnik sawannowy | gatunek monotypowy | Angola na wschód do Tanzanii (skrajny południowo-zachodni obszar, Eastern Arc Mountains) i środkowy Mozambik, na południe do Zimbabwe i północno-wschodnia Południowa Afryka                       | DC: 6,1–7,9 cm DO: 8,5–9,7 cm MC: 10–14 g         | LC          |
|         | Poemys melanotis | (A. Smith, 1834)      | nadrzewnik szary     | gatunek monotypowy | Afryka Południowa od południowo-zachodniej Angoli na wschód do Malawi, na południe do południowej Zambii; oddzielne populacje w Nigerii, Ugandzie, południowo-zachodniej Etiopii, Kenii i Tanzanii | DC: 5–7,7 cm DO: 5,5–9,6 cm MC: b6–15 g           | LC          |
|         | Poemys pecilei   | (Milne-Edwards, 1886) |                      | gatunek monotypowy | endemit Demokratycznej Republiki Konga (obszar rzeki Ogowe) | DC: około 7,2 cm DO: około 7,5 cm MC: brak danych | NE          |

Kategorie IUCN:  LC  – gatunek najmniejszej troski;  NE  – gatunki niepoddane jeszcze ocenie.